# Nostalgiya
Nostalguíya (en ruso: Ностальгия, lit. 'nostalgia') es un canal de televisión por satélite ruso, propiedad del gobierno de Rusia, que hace referencia a la nostalgia por la URSS. Lanzado en 2004, este canal emite en toda la parte europea de la ex-URSS, así como a países del «extranjero lejano» (Estados Unidos, Alemania o Israel).
El logotipo del canal representa la hoz y el martillo girado en la dirección opuesta.
Una de sus presentaciones principales es el programa de entrevistas Nacidos en la URSS (en ruso: Рождённые в СССР, romanizado: Rozhdiónnyie v SSSR), que proporciona una discusión diaria interactiva con los espectadores.

## Historia
El canal de televisión fue fundado por el productor Vladímir Anánich en colaboración con el redactor en jefe Mijaíl Zhúkov. Emitió por primera vez el 4 de noviembre de 2004.